# Стиллингс, Джон
Джон Стюарт Стиллингс (англ. John Stuart Stillings; род. 23 июля 1955, Sedro-Woolley, Вашингтон) — американский гребной рулевой, выступавший за сборную США по академической гребле в 1980-х — 2000-х годах. Серебряный призёр летних Олимпийских игр в Лос-Анджелесе, двукратный чемпион Панамериканских игр, победитель и призёр многих регат национального значения.

## Биография
Джон Стиллингс родился 23 июля 1955 года в городе Седро-Вулли, штат Вашингтон.
Занимался академической греблей во время учёбы в Вашингтонском университете, состоял в местной гребной команде «Вашингтон Хаскис», неоднократно принимал участие в различных студенческих регатах, в частности в восьмёрках выигрывал Grand Challenge Cup на Королевской регате Хенли. Позже проходил подготовку в Vesper Boat Club в Филадельфии.
Дебютировал в гребле на взрослом международном уровне в сезоне 1980 года, когда вошёл в основной состав американской национальной сборной и выступил на чемпионате мира среди гребцов лёгкого веса в Хазевинкеле, где занял четвёртое место в зачёте лёгких восьмёрок.
В 1983 году побывал на Панамериканских играх в Каракасе, откуда привёз награду золотого достоинства, выигранную в распашных рулевых восьмёрках.
Благодаря череде удачных выступлений удостоился права защищать честь страны на домашних летних Олимпийских играх 1984 года в Лос-Анджелесе. В программе рулевых четвёрок пришёл к финишу вторым, пропустив вперёд только экипаж из Великобритании, и тем самым завоевал серебряную олимпийскую медаль.
После лос-анджелесской Олимпиады Стиллингс остался в составе гребной команды США и продолжил принимать участие в крупнейших международных регатах. Так, в 1985 году он выступил на чемпионате мира в Хазевинкеле, где в рулевых четвёрках финишировал пятым.
В 2003 году, уже в возрасте 48 лет, был приглашён в американскую национальную сборную для участия в Панамериканских играх в Санто-Доминго — здесь вновь привёл свою восьмёрку к победе.
Женат на олимпийской чемпионке по академической гребле Бетси Бирд. Впоследствии проявил себя как художник и фотограф, занимался общественной деятельностью — популяризацией спорта и олимпийского движения.